# Hochfügen-Hochzillertal

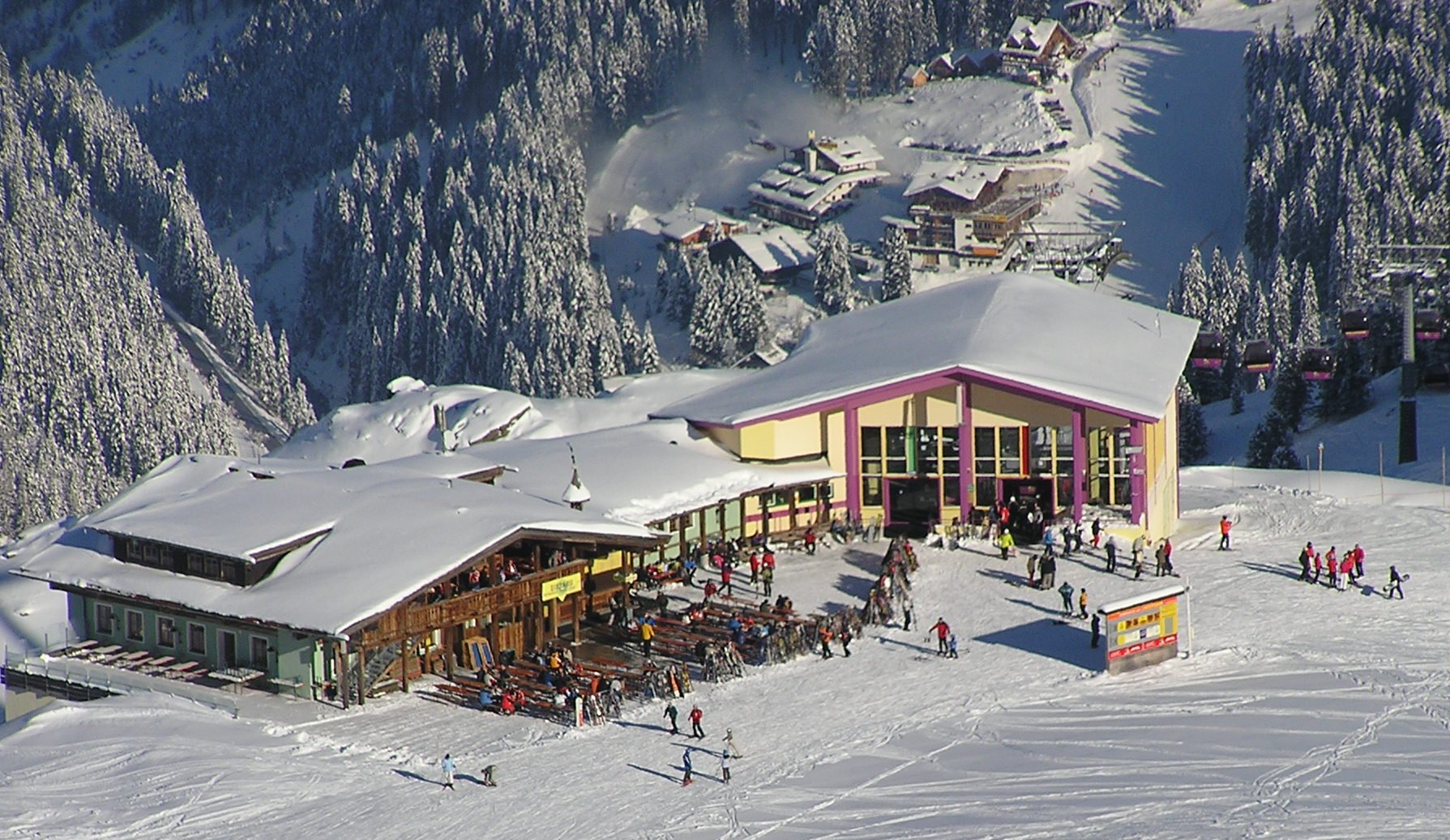
Die Bergstation der 8er-Jet-Gondelbahn bei Hochfügen

Ski-Optimal Hochfügen-Hochzillertal ist ein Skigebiet in der Ersten Ferienregion im Zillertal des Zillertals in den Tuxer Voralpen.

## Geschichte
Seit im Dezember 2004 eine Verbindung zwischen den Skigebieten der Bergbahnen Hochzillertal und Hochfügen errichtet wurde, zählt das Resort mit ca. 89 Pistenkilometern und 37 Liftanlagen neben der Zillertal Arena und Ski Zillertal 3000 zu den drei großen Skigebieten im Zillertal. Die Skisaison beginnt je nach Schneelage meist mit Wochenendbetrieb im November und Dezember. Durchgehender Liftbetrieb findet von Dezember bis Anfang oder Mitte April statt. Das Gebiet ist das Heimskigebiet von Olympiasieger Stephan Eberharter, nach dem die lange Talabfahrt benannt wurde.
Hochfügen-Hochzillertal besteht seit Dezember 2004 aus den Teilgebieten der Orte Hochfügen in der Gemeinde Fügenberg und Hochzillertal in der Gemeinde Kaltenbach gelegen sind. Sie sind über mehrere Sesselbahnen miteinander verbunden.
Man kann von beiden Skigebieten in das Gebiet SKi-optimal Hochfügen – Hochzillertal einsteigen, wobei die meisten Skifahrer aufgrund des rund 12 km Anfahrtsweges nach Hochfügen die Talstation der Bergbahnen Hochzillertal in Kaltenbach bevorzugen. Dort wurde 2006 eine zweite Achterkabinenbahn eröffnet, die von der Talstation Kaltenbach parallel zur alten Bahn ohne Zwischenstopp in das Skigebiet führt.
Seit 2009 finden im Skigebiet jährlich Rennen im Snowboard-Europacup statt.
Die ab 21. November 2014 betriebene Beleuchtung der Nachtpiste in Hochfügen ist die erste Pistenbeleuchtung in Österreich, die mit LED-Leuchten arbeitet. Diese können nun ferngesteuert geschaltet und gedimmt werden, bündeln das Licht besser auf die Piste und ersetzen Halogenstableuchten mit je 2000 Watt elektrischer Leistung.